# Sapintus curvipilosus
Sapintus curvipilosus es una especie de coleóptero de la familia Anthicidae.

## Distribución geográfica
Habita en Bolivia.